# Косьцелісько (село)
Косьцелисько (пол. Kościelisko) — село в Польщі, у гміні Косьцелисько Татранського повіту Малопольського воєводства.
Населення — 4482 особи (2011).
У 1975-1998 роках село належало до Новосондецького воєводства.

## Демографія
Демографічна структура станом на 31 березня 2011 року:
|          | Загалом | Допрацездатний вік | Працездатний вік | Постпрацездатний вік |
| -------- | ------- | ------------------ | ---------------- | -------------------- |
| Чоловіки | 2200    | 483                | 1523             | 194                  |
| Жінки    | 2282    | 438                | 1420             | 424                  |
| Разом    | 4482    | 921                | 2943             | 618                  |